# Bob Wilkerson
Robert Lee Wilkerson, detto Bob (Anderson, 15 agosto 1954), è un ex cestista statunitense, professionista nella NBA.

## Carriera
Venne selezionato dai Seattle SuperSonics al primo giro del Draft NBA 1976 (11ª scelta assoluta).

## Palmarès
- Campione NCAA (1976)